# Торошковичі
Торошковичі (рос. Торошковичи) — присілок у Лузькому районі Ленінградської області Російської Федерації.
Населення становить 1121 особу. Належить до муніципального утворення Дзержинське сільське поселення.

## Історія
Згідно із законом від 28 вересня 2004 року № 65-оз належить до муніципального утворення Дзержинське сільське поселення.

## Населення
| 2007 | 2010  |
| ---- | ----- |
| 1107 | ↗1121 |